# 서울종합운동장
서울종합운동장(서울綜合運動場, Seoul Sports Complex)은 대한민국 서울특별시 송파구 잠실동에 있는 스포츠 시설 단지이다. 흔히 잠실종합운동장으로 불린다. 1986년 아시안 게임과 1988년 하계 올림픽을 개최하기 위해 건설되었으며, 서울종합운동장이 개장하면서 서울운동장의 이름이 동대문운동장으로 바뀌었다. 2008년 10월 10일부터 10월 30일까지 서울디자인올림픽이 열렸다. 올림픽주경기장은 입석까지 포함하여 10만 명을 수용할 수 있도록 건설되었으며 좌석수는 69,950석이다. 1976년 잠실체육관부터 건립이 시작되어 1977년 올림픽주경기장 등의 본격적인 건설이 시작되었고 1984년 9월 완공되었다. 올림픽주경기장, 잠실보조경기장, 잠실야구장, 잠실체육관, 잠실제1수영장 등 모든 시설을 합쳐 약 1030억 원 내외의 건립비용이 소요되었다. 2025년까지 리모델링이 진행된다.

## 역사

### 건설
1975년 10월 16일 잠실 지역에 종합운동장 건립 계획을 시작으로 1976년 9월 22일 박정희 대통령이 주경기장과 보조경기장, 실내체육관 2개, 야구장과 정구장을 주요 시설로 하는 종합운동장을 건설하도록 지시했으며 이에 따라 잠실종합운동장 기본계획이 마련되었다. 1976년 10월 5일 박정희 대통령이 잠실종합운동장 기본계획을 승인하였고 1976년 11월 1일부로 종합운동장 건설본부가 설치되었다.
그 후 대한탁구협회가 건설할 계획이었던 사라예보 세계탁구제패 기념관을 흡수하여 이를 종합운동장 내의 실내체육관으로 확장 건설할 것을 결정, 1976년 12월 1일에 착공하면서 본격적인 시설물 공사가 시작되었다.
서울올림픽주경기장 등 제반 시설의 건설계획도 종합 확정되었으며 1977년 11월 28일 주경기장 및 실내수영장 착공을 하였으며 12월 20일에 구자춘 당시 서울시장등이 참석한 기공식을 가졌다.(기공식은 공사 시작을 알리는 행사의 의미로 실제 계약서 등등에 공식 기재되는 법적인 공사 착공 일자와는 일치 안 할 수 있음) 잠실실내체육관(7,098m2 : 수용능력 2만 명)은 1979년 4월에 준공 ·개관하였고, 실내수영장(8,073m2 : 8,000명 관람)도 1980년 12월에 완공하였다.
1981년 9월과 11월에 제24회 올림픽경기대회 및 제10회 아시아경기대회의 서울 개최가 확정되면서, 필요시설로서 서울종합운동장 건설사업은 박차가 가해졌다. 1982년 7월 야구장(26,331m2 : 5만 명 수용능력)이 준공되었고, 시설면적 4만 평에 수용인원 10만 명, 2층 구조 관람석을 갖춘 주경기장도 1984년 9월 29일 개장하였다
참고로 서울종합운동장 내 잠실학생체육관은 종합운동장건설계획과 무관하게 1972년 11월 착공하여 1977년 4월에 개관한 체육 시설이다.

## 시설
- 서울올림픽주경기장
- 서울종합운동장 보조경기장
- 서울종합운동장 야구장
- 잠실실내체육관
- 잠실학생체육관
- 잠실제1수영장
- 잠실제2수영장
- 잠실탁구장
- 올림픽전시관

## 참고 문헌
- 〈서울종합운동장〉. 《한국민족문화대백과사전》. 한국학중앙연구원.
- 〈서울종합운동장〉. 《두피디아》. 두산.

## 같이 보기
- 서울올림픽주경기장
- 서울종합운동장 보조경기장
- 올림픽공원
- 종합운동장역
- 1988년 하계 올림픽